# Liste der Straßen und Plätze in Berlin-Lankwitz

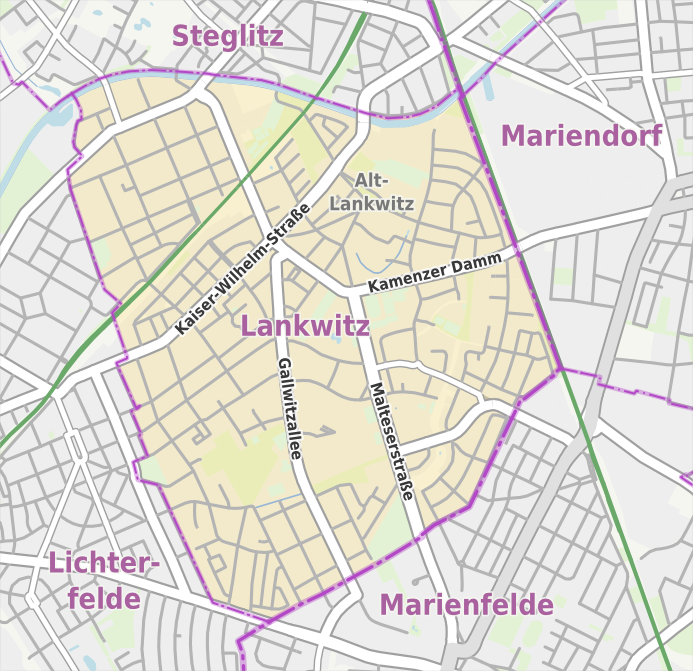
Übersichtskarte von Berlin-Lankwitz

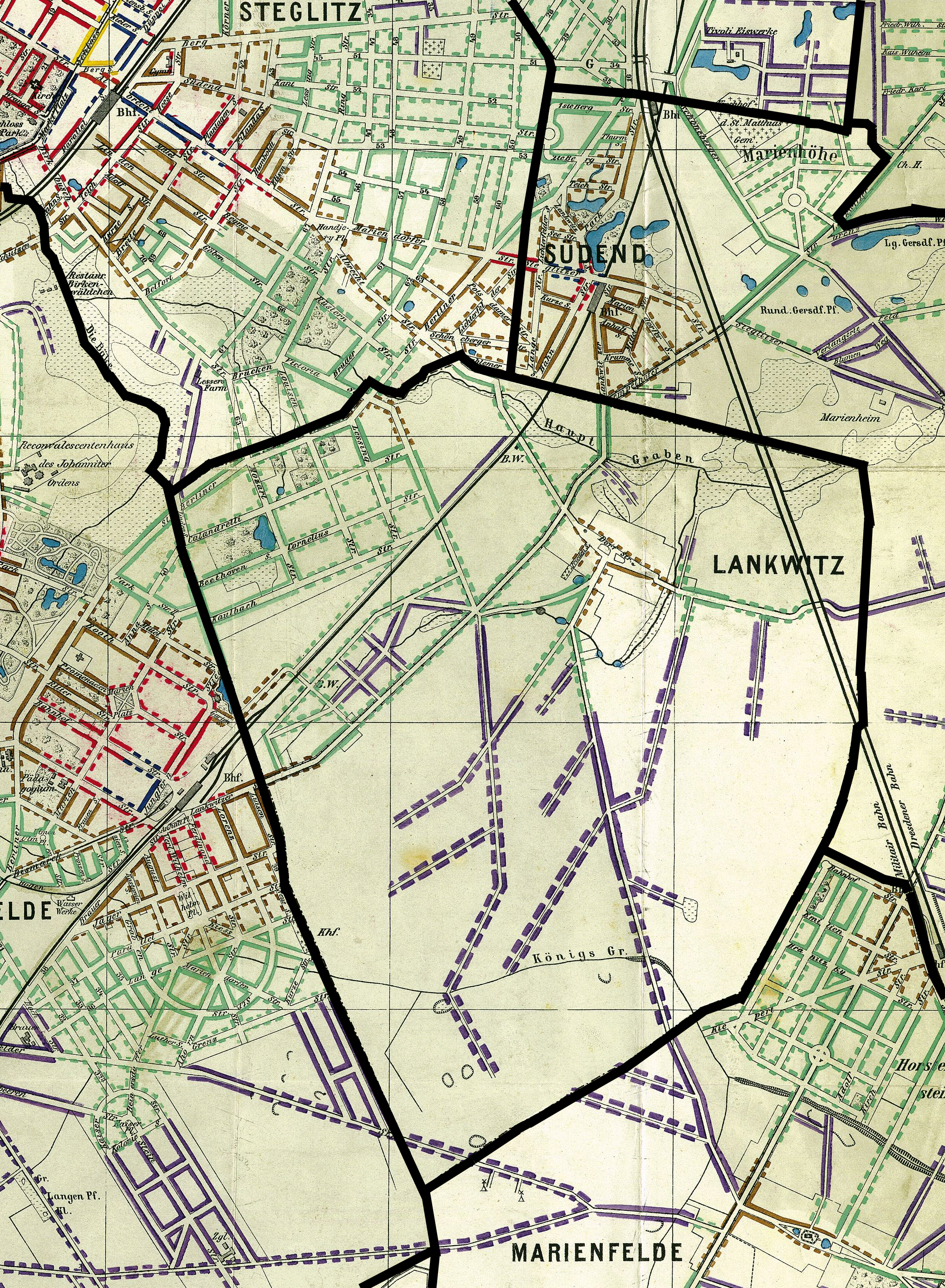
Straßen in Lankwitz
nach Droschken-Wegemesser für Berlin, 1892

Die Liste der Straßen und Plätze in Berlin-Lankwitz beschreibt das Straßensystem im Berliner Ortsteil Lankwitz mit den entsprechenden historischen Bezügen. Gleichzeitig ist diese Zusammenstellung ein Teil der Listen aller Berliner Straßen und Plätze.

## Überblick
Lankwitz hat 44.439 Einwohner (Stand: 31. Dezember 2023) und umfasst die Postleitzahlenbereiche 12157, 12161, 12163, 12165, 12167, 12169, 12203, 12247, 12249, 14195 und 14197.
Das öffentliche Straßennetz im gesamten Bezirk Steglitz-Zehlendorf (einschließlich aller sieben Ortsteile) misst 635,4 Kilometer. Damit verfügt der Bezirk vor dem Bezirk Treptow-Köpenick (628,1 km) und dem Bezirk Pankow (604,7 km) über das größte Straßensystem in der Hauptstadt. Die Gesamtlänge der 141 amtlich gewidmeten Straßen im Ortsteil beträgt 64,8 Kilometer, wobei 22 Straßen nur teilweise zum Ortsteil gehören. Insbesondere im Straßenzug Hildburghauser, Zerbster, Luisenstraße und nordwestlich der Anhalter Bahn an der Gärtnerstraße verläuft die Ortsteilgrenze (mit der gesamten Straßenbreite zu Lichterfelde gehörend) und nur die Grundstücke am östlichen Straßenrand liegen in Lankwitz. Lankwitz besitzt ein Hauptstraßennetz, das besonders in Nord-Süd-Richtung belastet ist. Bundesstraßen und Bundesautobahnen sind in den Nachbarortsteilen erreichbar.

„Lange war Lankwitz für den Berliner und noch mehr für den Fremden ein unbekannter Ort. […] Das Areal von Lankwitz umfaßt außer Wegen und Triften 2495 Morgen, 22 Quadratruten Ackerland und 72 Morgen 177 Quadratruten Wiesen. […] Angelegt wurden als Triften der Weg von der Mühlenstraße zu den Neuen Gärten, der Weg durch den Uppstall, der grüne Weg, die Viktoriastraße, der Weg zur Tränke und Schafswäsche. […] Die sieben Brücken über Bäke, Lanke und Graben“

Die Besiedlung von Lankwitz ausgehend von der preußischen Hauptstadt erfolgte von Norden nach Süden fortschreitend. Der Kaufmann Felix Rosenthal erwarb zwischen 1869 und 1872 von den Lankwitzer Bauern Zietemann und Mertens ein Gelände in Größe von 240 Morgen westlich der Anhalter Bahn zum Preis von 180.000 Mark. Dieses Land wurde vermessen und im Nordwesten die zwischen Calandrelli- und Kaulbachstraße liegenden Straßen für ein Villenviertel angelegt. Die später in diesem Gebiet eingerichtete und nach Komponisten benannten Straßen verschafften dem Kiez die Bezeichnung „Komponistenviertel“. 1891 werden die Landstraßen nach Steglitz, Mariendorf und Marienfelde in halber Breite gepflastert und mit Obstbäumen bepflanzt.
Bis 1900 wurden weitere Straßen um den Siedlungskern angelegt und Straßen benannt, sowohl um den Bahnhof Lankwitz als auch um den eigentlichen Ortskern. Die besiedelten Flächen der („Carstennschen Siedlung“) und eine Reihe neuer Straßen von Lichterfelde her kamen hinzu. Dort hatte bereits 1877 durch Zusammenschluss als „Groß-Lichterfelde“ eine gegenüber Lankwitz fortgeschrittenere Vorortbildung stattgefunden. Für die Namen dieser Straßen wurden lokale Persönlichkeiten und Personen der kaiserlichen Familie gewählt. Neben dem Rosenthalschen Gelände westlich der Anhalter Bahn (Komponistenviertel) entstanden Straßen auf dem Zietemannschen Gelände. Weitere Kolonisierungen erfolgten in Lankwitz Süd („Thüringer Viertel“) durch Georg Knaack und ab 1901 südlich des Königsgrabens angrenzend an Marienfelde, sowie um das alte Dorf mit meist stattlichen Gutshäusern der alteingesessenen Bauernfamilien um die Dorfaue (Alt-Lankwitz) herum. Das Land südlich vom Königsgraben („die Auken“) kauften Marienfelder Bauern, von denen es einige Jahre später der Büchsenmacher Knaak aus Berlin erwarb der Lankwitz-Süd anlegte. Im Jahre 1912 wurden viele meist neu angelegte Straßen benannt und öffentlich gemacht. Im Süden von Lankwitz (nach Lichterfelde übergreifend) waren Orte in Thüringen namensgebend, gleichzeitig dienten im Lankwitzer Nordosten Weinbauorte als Vorbild der Straßennamen. Diese (vorwiegend) Eigenheimkieze werden von Ansässigen als „Thüringer Viertel“ und „Weinviertel“ bezeichnet, letzter Name ist zudem für die dort liegende Kleingartenanlage Namensvorbild. Aus der Namensvergabesaktion des Jahres 1917 (als Lankwitz noch Vorort war) kann geschlossen werden, dass der südliche Bereich besonders intensiv ausgebaut wurde. Die Auswahl von „thüringischen“ Ortsnamen ist nicht auf den bestehenden Freistaat Thüringen zu verstehen, so gehören Orte des Fichtelgebirges und anderer angrenzender Gebiete zu den Namensgebern der Straßen. Lankwitz war besondres betroffen, als es nach 1920 galt Doppelungen von Straßennamen durch die Bildung von Groß-Berlin aus selbständigen Kommunen zu beheben.
Das „Generalsviertel“ beruht auf der Auswahl von Generälen der preußischen Geschichte und der Kaiserlichen Armee für Straßen. Diese Tradition begann 1884 mit der Seydlitzstraße, 1894, als die nach dem Lankwitzer Bauern und vorherigen Grundbesitzer benannte Zietemannstraße zur Zietenstraße wurde, und setzt sich in diesem Gebiet in den Jahren 1915 und 1925 fort, besonders jedoch 1936 und 1937 mit der Namensauswahl nach erfolgreichen Generälen aus dem Ersten Weltkrieg fort.
Kleinere Siedlungseinheiten sind die nach Reformatoren oder Personen der Reformation, wie beim Boraweg, benannten Straßen auf dem Gelände der „Gemeinnützigen Aktiengesellschaft für Angestellte-Heimstätten“. Anzumerken sind Straßen, nach Teilnehmern der Schillschen Jäger im Befreiungskrieg gegen die Franzosen, alle diese Kämpfer wurden 1809 in Wesel durch die napoleonischen Truppen festgesetzt und wegen Landräuberei hingerichtet wurden.
Durch Bebauungsverdichtungen wurden nochmals in den 1960er Jahren (besonders im Juli 1960) mehrere Straßen benannt. Die (2012[veraltet]) jüngste gewidmete Straße, eine von der Dessauerstraße her Neubauten umschließende Ringstraße, ist die 2002 nach dem Gemeindevorsteher von 1908 bis 1918, Rudolf Beyendorff, benannte.

## Übersicht der Straßen und Plätze
Die nachfolgende Tabelle gibt eine Übersicht über die vorhandenen Straßen und Plätze im Ortsteil sowie einige dazugehörige Informationen.
- Name/Lage: aktuelle Bezeichnung der Straße oder des Platzes. Über den Link Lage kann die Straße oder der Platz auf verschiedenen Kartendiensten angezeigt werden. Die Geoposition gibt die Lage der ungefähren Mitte der Straßenlänge an.
- Im amtlichen Straßenverzeichnis nicht aufgeführte Verkehrswege sind mit * gekennzeichnet.
- Ehemalige oder nicht mehr gültige Straßennamen sind kursiv gesetzt. Für bedeutende ehemalige Straßen oder historische Straßennamen ist gegebenenfalls eine gesonderte Liste vorhanden.
- Länge/Maße in Metern:
Die in der Übersicht enthaltenen Längenangaben sind  gerundete Übersichtswerte, die in Google Earth mit dem dortigen Maßstab ermittelt wurden. Sie dienen Vergleichszwecken und werden, sofern amtliche Werte bekannt sind, ausgetauscht und gesondert gekennzeichnet.
Bei Plätzen sind die Maße in der Form a × b für rechteckige Anlagen und für (ungefähr) dreieckige Anlagen als a × b × c mit a als längster Seite angegeben.
Sofern die Straße auch in benachbarte Ortsteile weiterführt, gibt der Zusatz ‚im Ortsteil‘ an, wie lang der Straßenabschnitt innerhalb des Ortsteils dieses Artikels ist.
- Namensherkunft: Ursprung oder Bezug des Namens.
- Anmerkungen: weitere Informationen über anliegende Baudenkmale oder Institutionen, die Geschichte der Straße und historische Bezeichnungen.
- Bild: Foto der Straße oder eines anliegenden Objektes.

| Name/Lage                         | Länge/Maße (in Metern)          | Namensherkunft | Datum der Benennung    | Anmerkungen | Bild                                                        |
| --------------------------------- | ------------------------------- | --- | ---------------------- | --- | ----------------------------------------------------------- |
| Alsheimer Straße (Lage)           | 0160                            | Alsheim, Weinort bei Alzey in Rheinland-Pfalz | 24. Okt. 1912          | Als Straße 7 des Bebauungsplans wurde sie eingerichtet. Die Straße liegt zwischen Bruchwitzstraße und Edenkobener Weg, hier als Stichstraße, nach den umgebenden Straßennamen als Weinviertel benannt. | Alsheimer Straße                                            |
| Altenburger Straße (Lage)         | 0280                            | Altenburg, Kreisstadt in Thüringen | 20. Aug. 1917          | Als Straße 34b des Bebauungsplans wurde sie eingerichtet. Die Straße liegt zwischen Trippsteinstraße und Wasunger Weg (Thüringer Viertel). | Altenburger Straße                                          |
| Alt-Lankwitz (Lage)               | 1130                            | Der alte Dorfkern | 4. Apr. 1934           | Die Straße wurde aus der Dorfstraße, auch Hauptstraße unter Einbeziehen der nach Mariendorf (Nachbarort) führenden Mariendorfer Straße gebildet. Alt-Lankwitz liegt so zwischen Kaiser-Wilhelm-Straße und Bischofsgrüner Weg. | Alt-Lankwitz                                                |
| Am Elsenbruch (Lage)              | 0130                            | Elsenbruch, früher hier gelegenes Bruch, das wohl durch den Teltowkanal beseitigt wurde                                                                                             | 9. März 1925           | Als Straße 65d eingerichtet liegt sie zwischen Siemens- und Teltowkanalstraße. | Am Elsenbruch                                               |
| Am Gemeindepark (Lage)            | 0520                            | Gemeindepark Lankwitz | 1919                   | Sie liegt am Lankwitzer Gemeindepark (um 1900 angelegt) entlang zwischen Gallwitzallee und Eiswaldtstraße. Ab 1911 hieß sie Am Beyendorffpark und erhielt diesen Namen nochmals 1933–1939. Am 1. November 1961 wurde die Straße 513 einbezogen. | Am Gemeindepark                                             |
| Amalienstraße (Lage)              | 0160                            | Prinzessin Anna Amalie von Preußen (1723–1787) | vor 1878               | Sie liegt zwischen Kaiser-Wilhelm- und Charlottenstraße. | Amalienstraße                                               |
| Annastraße (Lage)                 | 0160                            | Anna von Preußen (1576–1625), Prinzessin von Preußen und durch Heirat Kurfürstin von Brandenburg                                                                                    | vor 1894               | Sie liegt zwischen Elisabeth- und Kaiser-Wilhelm-Straße, jedoch zu dieser nicht durchgehend. | Annastraße                                                  |
| Apoldaer Straße (Lage)            | 0580                            | Apolda, Mittelstadt in Thüringen | 28. Aug. 1917          | Als Straße 37a des Bebauungsplans wurde sie eingerichtet. Die Straße liegt zwischen Geraer und Trippsteinstraße. | Apoldaer Straße                                             |
| Arnstädter Straße (Lage)          | 0320                            | Arnstadt, Mittelstadt in Thüringen | 20. Aug. 1917          | Als Straße 34a eingerichtet liegt sie zwischen Apoldaer und Hildburghauser Straße. | Arnstädter Straße                                           |
| Barbarastraße (Lage)              | 0260                            | Barbara, weiblicher Vorname | 18. Mai 1918           | Als Straße 17b des Bebauungsplans eingerichtet wurde am 13. Juni 1930 ein Teil der Straße 17f einbezogen, nunmehr liegt sie als Einbahnstraße zwischen Ingridpfad und Dillgesstraße. | Barbarastraße                                               |
| Beethovenstraße (Lage)            | 0860                            | Ludwig van Beethoven (1770–1827), Komponist | vor 1894               | Sie liegt in einer Villenkolonie zwischen Bruno-Walter- und Calandrellistraße im Komponistenviertel. | Beethovenstraße                                             |
| Bellingstraße (Lage)              | 0320                            | Wilhelm Sebastian von Belling (1719–1779), preußischer Husarengeneral | 12. Nov. 1925          | Als Straße 7 eingerichtet liegt sie zwischen Retzowstraße und Gallwitzallee. Wegen der zwischenliegenden Kleingartenkolonien wurde am 1. Oktober 1977 der zur Kurfürstenstraße liegende Ast in Goldaper Straße umbenannt. | Bellingstraße                                               |
| Belßstraße (Lage)                 | 0920 (im Ortsteil)              | Frank Belß (1841–1919), Gemeindevorsteher in Marienfelde | 31. Juli 1947          | Sie liegt zwischen Malteser- und Friedrichrodaer Straße, der östliche Teil bis zur Marienfelder Allee liegt in Marienfelde. Von 1934 bis 1947 hieß sie Wagemannstraße. Angrenzend befindet sich hier seit Anfang der 1930er Jahre die Eigenheim- und Mietwohnsiedlung Mariengarten. | Belßstraße                                                  |
| Bernecker Weg (Lage)              | 0460                            | Berneck, Stadt im Fichtelgebirge, Bayern | 4. Apr. 1934           | Als Straße 80 des Bebauungsplans wurde sie eingerichtet. Die Straße liegt zwischen Holenbrunner Weg und Alt-Lankwitz. | Bernecker Weg                                               |
| Bernkastler Platz (Lage)          | 0200 × 180 × 90                 | Bernkastel-Kues, Weinstadt in Rheinland-Pfalz | 24. Okt. 1912          | Der Platz, genannt „Rosengarten“, wurde nach Bebauungsplan als Platz A–B der Straße 8 eingerichtet. Er liegt an der Bernkastler Straße zwischen der Leonoren- und Bruchwitzstraße bis an den Bahndamm der Anhalter Vorortbahn. | Bernkastler Platz                                           |
| Bernkastler Straße (Lage)         | 0390                            | Bernkastel-Kues, Weinstadt in Rheinland-Pfalz | 24. Okt. 1912          | Als Straße 8 eingerichtet liegt sie zwischen Leonorenstraße und der Gartenkolonie Weinviertel. | Bernkastler Straße, westl. Teil                             |
| Beselerstraße (Lage)              | 0180                            | Hans von Beseler (1850–1921), preußischer General | 20. Juni 1915          | Seit 1914 als Hausenstraße angelegt wurde sie 1915 umbenannt und liegt zwischen Am Gemeindepark und Eiswaldtstraße im Generalsviertel,. | Beselerstraße                                               |
| Birkbuschstraße (Lage)            | 0270 (im Ortsteil)              | Birkbusch, Vorwerk und Schäferei zum Gut Steglitz | vor 1878               | Die Verbindungsstraße zum Vorwerk trug bereits den Namen, sie liegt im Ortsteil zwischen Siemensstraße und Teltowkanal und setzt sich in Steglitz fort. | Birkbuschstraße                                             |
| Bischofsgrüner Weg (Lage)         | 0670                            | Bischofsgrün, Gemeinde im Fichtelgebirge, Bayern | 25. Aug. 1939          | 1939 wurde ein Teil des Lankwitzer Rings neu benannt. Er liegt zwischen Alt-Lankwitz und Wunsiedler Weg. | Bischofsgrüner Weg                                          |
| Blankenhainer Straße (Lage)       | 0220                            | Blankenhain, Stadt bei Weimar in Thüringen | 2. Jan. 1912           | Als Straße 38 eingerichtet liegt sie zwischen Trippstein- und Tambacher Straße. | Blankenhainer Straße                                        |
| Boraweg (Lage)                    | 0100                            | Katharina von Bora (1499–1552), Ehefrau Martin Luthers | 18. Aug. 1926          | Als Straße 13b des Bebauungsplans wurde sie eingerichtet. Die Straße liegt zwischen Gallwitzallee und Mühlenstraße. | Boraweg                                                     |
| Brieger Straße (Lage)             | 0230                            | Brieg, niederschlesische Kreisstadt der Woiwodschaft Opolskie in Polen | 1. Juni 1964           | Als Straße 514 eingerichtet liegt sie zwischen Wedellstraße und Halbauer Weg. | Brieger Straße                                              |
| Brigittenstraße (Lage)            | 0360                            | Brigitte, weiblicher Vorname | 20. Juli 1960          | Vor 1894 schon als Sedanstraße vorhanden liegt sie zwischen Charlotten- und Elisabethstraße. | Brigittenstraße                                             |
| Brotteroder Straße (Lage)         | 0500                            | Brotterode, Stadt in Thüringen | 2. Jan. 1912           | Als Straße 37 des Bebauungsplans wurde sie eingerichtet. Die Straße liegt zwischen Tambacher und Trippsteinstraße. | Brotteroder Straße                                          |
| Bruchwitzstraße (Lage)            | 0380                            | August Bruchwitz (1838–1914), Gemeindevorsteher in Lankwitz ab 1891 | 23. März 1907          | Die Straße 10 wurde in Verlängerung des Straßenzugs am 2. Januar 1912 einbezogen. Sie liegt zwischen Alsheimer und Mühlenstraße. 1955–1958 entstand die Westpreußen-Siedlung an der Bruchwitzstraße. 1930 entstanden im Quartier Bruchwitz-, Mühlen-, Lutherstraße 89 Wohnungen für kleinere und mittlere Postbeamte mit 1-, 1½-, 2- und 2½-Zimmerwohnungen und einer zentralen Waschanlage. Außerdem erhielt diese Siedlung – für die damalige Zeit ebenfalls nicht selbstverständlich – Grünflächen im Hof sowie einen Sandkasten für Kleinkinder. | Bruchwitzstraße                                             |
| Brucknerstraße (Lage)             | 0650                            | Anton Bruckner (1824–1896), österreichischer Komponist | 3. Dez. 1937           | Der Straßenzug der Lessingstraße und der Gluckstraße wurden 1937 zusammen umbenannt. Die Straße liegt zwischen Siemens- und Kaulbachstraße, über diese setzt sie sich als Stichstraße zum Bahndamm fort. | Brucknerstraße                                              |
| Bruno-Walter-Straße (Lage)        | 0130 (im Ortsteil)              | Bruno Walter (1876–1962), deutsch-österreichischer Dirigent, Pianist und Komponist                                                                                                  | 15. Sep. 1966          | Bei der Namensgebung wurde der Straßenzug der Lankwitzer Blumenstraße und der Lichterfelder Gartenstraße zusammengefasst. In Lankwitz liegt der östliche Abschnitt entlang der Bahnstrecke zur Beethovenstraße hin. | Bruno-Walter-Straße                                         |
| Calandrellistraße (Lage)          | 1020                            | Alexander Calandrelli (1834–1903), Bildhauer italienischer Abstammung | vor 1878               | Die Straße liegt in der Rosenthalschen Villenkolonie zwischen Gärtner- und Leonorenstraße. An der Ecke Gärtnerstraße befindet sich das Baudenkmal des heute Siemensvilla genannten Herrenhauses Correns mit Wohnhaus, Konzertsaal, Pförtnerhaus, Gärtnerhaus, Garage, Teepavillon und Einfriedung. Die Parkanlage der Siemensvilla aus den Jahren 1913–1916 ist als Gartendenkmal eingetragen. | Calandrellistraße                                           |
| Cecilienstraße (Lage)             | 0140                            | Cecilie Auguste Marie Herzogin zu Mecklenburg-Schwerin (1886–1954), letzte Kronprinzessin des Deutschen Kaiserreichs                                                                | vor 1906               | Amtlich ist die Cecilienstraße bereits am 15. Dezember 1906 genannt und liegt zwischen Kaiser-Wilhelm- und Elisabethstraße. | Cecilienstraße                                              |
| Charlottenstraße (Lage)           | 1030                            | Prinzessin Friederike Luise Charlotte Wilhelmine (1798–1860), wurde durch Heirat Zarin von Russland                                                                                 | vor 1894               | Die Straße liegt zwischen Amalien- und Leonorenstraße. An der Ecke Charlotten-/Elisabethstraße am ehemaligen Güterbahnhof Lichterfelde Ost steht die Ratswaage, früher eine öffentliche Waage für Pferdewagen, später für Lkw und ihre Ladung. | Charlottenstraße                                            |
| Corneliusstraße (Lage)            | 0630                            | Peter Cornelius (1824–1874), Komponist | vor 1894               | Die Straße liegt im Komponistenviertel zwischen Mozart- und Leonorenstraße. | Corneliusstraße                                             |
| Derfflingerstraße (Lage)          | 0480                            | Georg von Derfflinger (1606–1695), kurfürstlich-brandenburgischer Generalfeldmarschall                                                                                              | vor 1894               | Die Straße liegt zwischen Jäger- und Seydlitzstraße. Sie war bereits nach 1870 als Prinz-Heinrich-Straße angelegt worden. | Derfflingerstraße                                           |
| Dessauerstraße (Lage)             | 0800                            | der Alte Dessauer (1693–1747) Leopold I., Fürst von Anhalt-Dessau | vor 1894               | Die Straße liegt zwischen Lange Straße und Gallwitzallee. Die Stichstraße gegenüber der Retzowstraße heißt ebenfalls Dessauerstraße. 1901 wurde hier ein Tierasyl eröffnet, das hier bis 2001 als Tierheim Berlin existierte. 2001 zog es nach Berlin-Lichtenberg, Ortsteil Falkenberg, um. | Dessauerstraße                                              |
| Dillgesstraße (Lage)              | 0600                            | Friedrich Dillges (1852–1912), zwischen 1895 und 1908 Gemeindevorsteher in Lankwitz                                                                                                 | 15. Dez. 1911          | Als Straße 16 eingerichtet liegt sie zwischen Charlotten- und Havensteinstraße. | Dillgesstraße                                               |
| Dittersbacher Weg (Lage)          | 0160                            | Dittersbach, Ortsteil der niederschlesischen Kreisstadt Waldenburg in Polen | 24. Juli 1954          | Er liegt zwischen Alt-Lankwitz und Kamenzer Damm. Die Straße entstand in den 1950er Jahren und reichte bis in die 1960er Jahre weiter in Richtung Süden, entlang der heutigen Grenze zwischen Kleingärten und Gewerbegebiet. | Dittersbacher Weg                                           |
| Döhlauer Pfad (Lage)              | 0140                            | Döhlau, Gemeinde im Bayerischen Vogtland | 4. Apr. 1934           | Als Straße 78a eingerichtet geht er westlich von der Schneebergstraße als Sackgasse ab. Am Ende befindet sich in Richtung Süden ein Durchgang für Fußgänger zur Straße Alt-Lankwitz. In Richtung Norden liegt ein 2011 erbauter Spielplatz, gegen dessen Betrieb einige Anwohner vor Gericht Klage erhoben haben. | Döhlauer Pfad                                               |
| Dürkheimer Straße (Lage)          | 0230                            | Bad Dürkheim, Kreisstadt und Kurort in Rheinland-Pfalz | 24. Okt. 1912          | Als Straße 8a eingerichtet ist es eine Stichstraße nördlich der Bruchwitzstraße die an der KGA Weinviertel endet. | Dürkheimer Straße                                           |
| Edenkobener Weg (Lage)            | 0600                            | Edenkoben, Stadt und Luftkurort an der Südlichen Weinstraße, Rheinland-Pfalz | 13. Dez. 1934          | Er liegt zwischen Alt-Lankwitz und dem Teltowkanal der bis zum Nordufer zu Lankwitz gehört. Die Straße endet als Stichstraße kann aber als Fuß- und Radweg durch den anschließenden Edenkobener Steig nach Steglitz anschließen. Bereits vor 1894 verlief hier die Steglitzer Straße als Verbindung zwischen Lankwitz und Steglitz, die beim Bau des Kanals unterbrochen wurde. | Edenkobener Weg                                             |
| Eiswaldtstraße (Lage)             | 0560                            | Rudolf Eiswaldt (1839–1905), in Lankwitz kasernierter Generalmajor | 20. Okt. 1932          | Von 1914 bis 1932 als Hindenburgstraße liegt sie zwischen Gallwitzallee und Malteserstraße. | Eiswaldtstraße                                              |
| Elisabethstraße (Lage)            | 0690                            | Elisabeth Ludovika von Bayern (1801–1873), Königin von Preußen, Gemahlin Friedrich Wilhelms IV.                                                                                     | vor 1894               | Sie liegt zwischen Dillges- und Amalien-/Charlottenstraße. An der Ecke Charlotten-/Elisabethstraße am ehemaligen Güterbahnhof Lichterfelde Ost steht die Ratswaage, früher eine öffentliche Waage für Pferdewagen, später für Lkw und ihre Ladung. | Elisabethstraße                                             |
| Emmichstraße (Lage)               | 0380                            | Otto von Emmich (1848–1915), General der Infanterie | 20. Okt. 1914          | Sie liegt zwischen Malteserstraße und Maerckerweg im „Generalsviertel“, sie endet im Osten als Stichstraße am Grünzug des Hospitalgrabens und grenzt an den Nordrand des Campus Lankwitz der FU. | Emmichstraße                                                |
| Falkenhausenweg (Lage)            | 0790                            | Ludwig von Falkenhausen (1844–1936), General im Ersten Weltkrieg | 11. März 1937          | Als Straße 32 eingerichtet liegt sie zwischen Hanielweg und Friedrichrodaer Straße. In der Siedlung wurden anfangs Doppelhäuser sowie Reihenhauszeilen zu vier oder sechs Häusern in regelmäßiger Anordnung gebaut, die ein- bis dreigeschossig sind. In den 1960er Jahren wurden in vielen Häusern die Dachgeschosse zur Vergrößerung der Wohnfläche ausgebaut. | Falkenhausenweg                                             |
| Felgentreustraße (Lage)           | 0360                            | Friedrich Wilhelm Felgentreu (1786–1809), preußischer Offizier, Mitglied der Schillschen Jäger                                                                                      | 3. Mai 1935            | Als Straße 61b eingerichtet wurde ihre Verlängerung am 8. August 1935 einbezogen. Sie liegt zwischen Friedrichrodaer und Wichurastraße. | Felgentreustraße                                            |
| Frankenhauser Straße (Lage)       | 0500                            | Bad Frankenhausen/Kyffhäuser, Kur- und Erholungsstadt in Thüringen | 2. Jan. 1912           | Als Straße 36 eingerichtet liegt sie zwischen Trippstein- und Tambacher Straße. Es ist eine ruhige Wohnstraße mit Ein- und Mehrfamilienhäusern bebaut mit mehreren Grünanlagen und Spielplätzen. Am östlichen Ende der Straße liegt der Kreuzfriedhof, der über ein Drehkreuz zugänglich ist. In südlicher Richtung führt eine Fußwegverbindung über einen Spielplatz bis zur Hildburghauser Straße. | Frankenhauser Straße                                        |
| Frankentaler Ufer (Lage)          | 0270                            | Frankenthal (Pfalz), kreisfreie Stadt in Rheinland-Pfalz | 24. Okt. 1912          | Als Straße 11 eingerichtet liegt es zwischen Kaiser-Wilhelm- und Gernsheimer Straße am Teltowkanal entlang. | Frankentaler Ufer                                           |
| Franzstraße (Lage)                | 0260                            | Robert Franz (1815–1892), Komponist in Halle/Saale | vor 1894               | Sie liegt im Komponistenviertel zwischen Gärtner- und Beethovenstraße. | Franzstraße                                                 |
| Freymüllerweg (Lage)              | 0380                            | Fritz Freymüller (1882–1950), Architekt und Gemeindebaurat | 15. Mai 1997           | Er liegt als schmale Sackgasse (Verkehrsberuhigter Bereich und Tempo-30-Zone) vom Wunsiedeler Weg östlich abgehend zum Bahndamm der Dresdener Bahn, mit einem Ring nach Norden. An den Grundstücken 10–16 (gerade) liegen die vier Upstall Teiche. Hier befand sich der Upstall der Gemeinde Lankwitz. Die vormalige KGA Upstall ist aufgelöst. | Freymüllerweg                                               |
| Friedrichrodaer Straße (Lage)     | 1320 (tw. ohne Südseite)        | Friedrichroda, Stadt bei Gotha in Thüringen | 20. Okt. 1932          | Am 1. Oktober 1963 wurde das ortsteilzugehörige Stück der Kiepertstraße zwischen Malteser- und Friedrichrodaer Straße einbezogen. Die Straße liegt zwischen Keffenbrinkweg und Malteserstraße, sie bildet teilweise die Grenze zu Mariendorf, sodass auch Mariendorfer Grundstücke dazu gehören. Teilweise verläuft der Kämpegraben entlang der östlichen Straßenseite mit lockerer Ein- und Mehrfamilienhausbebauung. | Friedrichrodaer Straße                                      |
| Frobenstraße (Lage)               | 1030                            | Emanuel Froben (1640–1675), brandenburgischer Stallmeister und | vor 1894               | Nach 1871 wurde der Straßenzug als Kaiser-Wilhelm-Straße eingerichtet. Die Straße liegt zwischen Parallelstraße und Gallwitzallee. 1905 wurde in der Straße das Pestalozzistift erbaut und 1908 fertiggestellt. | Frobenstraße                                                |
| Gabainstraße (Lage)               | 0260                            | Konstantin Johann Wilhelm Gabain (1786–1809), preußischer Offizier, Mitglied der Schillschen Jäger                                                                                  | 14. Apr. 1936          | Als Straße 69b eingerichtet wurde die Verlängerung zum Halbauer Weg am 1. Juni 1964 einbezogen. Die Straße liegt zwischen Wedellstraße und Halbauer Weg. | Gabainstraße                                                |
| Gallwitzallee (Lage)              | 1500                            | Max von Gallwitz (1852–1937), General | 6. Aug. 1937           | Vor 1878 bereits als Grüner Weg durch Lankwitz führend wurde die Straße 1937 wie andere in der Umgebung nach „Helden“ des Ersten Weltkriegs benannt. Sie liegt zwischen Paul-Schneider-Straße (Lankwitz Kirche) und Blankenhainer Straße an die Tautenburger Straße anschließend. An der Gallwitzallee befand sich die frühere Flak-Kasernenanlage, die später Räume des Bäckereizentraleinkaufs aufnahm. | Gallwitzallee                                               |
| Gärtnerstraße (Lage)              | 0680 (nur Ostseite)             | Verweis auf die vormals hier liegenden Gärten | 15. Sep. 1879          | Die Straße zwischen Siemens- und Franzstraße liegt mit ihrer Westseite auf Lichterfelder Gebiet, jedoch gehören alle östlichen Grundstücke zu Lankwitz. An der Ecke zur Calandrellistraße befindet sich das Baudenkmal Herrenhaus Correns (Siemensvilla) mit Wohnhaus, Konzertsaal, Pförtnerhaus, Gärtnerhaus, Garage, Teepavillon und Einfriedung. Die Parkanlage der Siemensvilla aus den Jahren 1913–1916 ist als Gartendenkmal eingetragen. | Gärtnerstraße                                               |
| Geraer Straße (Lage)              | 0530 (im Ortsteil)              | Gera, Großstadt in Thüringen | 28. Aug. 1917          | Als Straße 37b eingerichtet liegt sie zwischen Trippsteinstraße und Ortsteilgrenze an der Zerbster Straße, in Lichterfelde führt sie bis zur Hildburghauser Straße. Nach 1925 wurde ein Teil der bislang nur geplanten Lankwitzer Königspromenade zwischen Zietenstraße und Gemarkungsgrenze in Geraer Straße benannt aber weiterhin nur im Bebauungsplan geführt. 1934 wurde die Straße angelegt und ihre Verlängerung, die Lichterfelder Grenzstraße, am 13. Juli 1934 einbezogen. Am 1. Mai 1963 wurde ein Teil des Sonneberger Weges, der die Verlängerung der Geraer zur Hildburghauser Straße bildete, einbezogen. | Geraer Straße                                               |
| Gernsheimer Straße (Lage)         | 0260                            | Gernsheim, Stadt im Landkreis Groß-Gerau in Hessen | 24. Okt. 1912          | Als Straße 11a eingerichtet liegt sie zwischen Graacher Straße und Edenkobener Weg | Gernsheimer Straße                                          |
| Gluckweg (Lage)                   | 0470                            | Christoph Willibald Gluck (1714–1787), Komponist | 3. Dez. 1937           | 1911 als Gluckstraße eingeführt wurde sie nach Bebauung 1937 zum Weg zurückgestuft. Er liegt zwischen Nicolai- und Beethovenstraße. | Gluckweg                                                    |
| Goldaper Straße (Lage)            | 0200                            | Goldap, Kreisstadt im Ermland-Masuren, früher Ostpreußen in Polen | 1. Okt. 1977           | Der kleinere Teil der aus Teilen bestehenden Bellingstraße wurde 1977 umbenannt. Sie liegt zwischen der Kurfürstenstraße und der KGA „Tierheim“. | Goldaper Straße                                             |
| Goldmühler Weg (Lage)             | 0180                            | Goldmühl, Ortsteil von Bad Berneck in Bayern | 4. Apr. 1934           | Als Straße 72 eingerichtet liegt sie zwischen Bernecker und Wunsiedeler Weg. | Goldmühler Weg                                              |
| Graacher Straße (Lage)            | 0200                            | Graach an der Mosel, Weinbauort im Moseltal in Rheinland-Pfalz | 24. Okt. 1912          | Als Straße 11b eingerichtet liegt sie zwischen Edenkobener Weg und Gernsheimer Straße. | Graacher Straße                                             |
| Gräfentaler Straße (Lage)         | 0240                            | Gräfenthal, Kleinstadt in Thüringen | 13. Juli 1934          | Als Straße 39b eingerichtet liegt sie zwischen Apoldaer und Zerbster Straße, wobei sie von der Langensalzaer Straße eine Stichstraße ist, die sich als Fußweg fortsetzt. | Gräfentaler Straße                                          |
| Halbauer Weg (Lage)               | 0420                            | Halbau, Ort in Niederschlesien, Polen | 24. Juli 1954          | Als Straße 501 eingerichtet liegt er zwischen Alt-Lankwitz und Briegerstraße über die er als Sackgasse weitergeht. Am 1. Juni 1964 wurde die Straße 515 in Verlängerung des Halbauer Wegs einbezogen, so verläuft er beidseits vom Kamenzer Damm. Die ruhige Wohnstraße entstand erst in den 1960er Jahren, was an der Bebauung deutlich erkennbar ist. | Halbauer Weg                                                |
| Hanielweg (Lage)                  | 0210 (im Ortsteil)              | Franz Haniel (1779–1868), sozialer Unternehmer | 11. März 1937          | Die Straße 143 (Marienfelde) wurde bereits am 4. August 1930 so benannt. Die Lankwitzer Straße 68a zwischen Friedrichrodaer (Ortsteilgrenze) und Pappritzstraße wurde am 11. März 1937 einbezogen, so liegt die gesamte Straßer zwischen Marienfelder Allee und Pappritzstraße. | Hanielweg                                                   |
| Hanna-Renate-Laurien-Platz (Lage) | 050 × 40                        | Hanna-Renate Laurien (1928–2010), CDU-Politikerin | 16. Feb. 2016          | Der Vorplatz des Rathauses Lankwitz an der Leonorenstraße 70 war vor der Benennung namenlos. Hanna-Renate Laurien war von 1991 bis 1995 Präsidentin des Abgeordnetenhauses von Berlin. Die offizielle Einweihung fand am 14. April 2016 statt. | Berlin-Lankwitz Hanna-Renate-Laurien-Platz Rathaus Lankwitz |
| Havensteinstraße (Lage)           | 0440                            | Rudolf Havenstein (1857–1923), Jurist, Präsident der Reichsbank | 22. Mai 1915           | Als Straße 17 eingerichtet liegt sie zwischen Gallwitzallee und Seydlitzstraße. Die Mehrfamilienwohnhaus-Bebauung in der Havensteinstraße aus den Jahren 1929–1930 stammt von Otto Rudolf Salvisberg (1882–1940) einem Schweizer Architekten. | Havensteinstraße                                            |
| Haynauer Straße (Lage)            | 0800                            | Haynau, Stadt in Niederschlesien, Polen | 20. Juli 1960          | Sie liegt zwischen Belßstraße und Kamenzer Damm. Am 13. August 1976 wurden die Straßen 517, 518 und 519 als Stichstraßen im nördlich gelegenen Gewerbegebiet einbezogen. | Haynauer Straße                                             |
| Hildburghauser Straße (Lage)      | 0500 (nur Nordseite, teilweise) | Hildburghausen, Kreisstadt in Thüringen | 20. Aug. 1917          | Nur die Grundstücke 74–100 gerade an der Nordseite gehören zu Lankwitz, obwohl bereits 1917 die Straße in Lankwitz (Thüringer Viertel) angelegt wurde. 1933 wurde die Marienfelder Straße in Lichterfelde und die Lichterfelder Straße in Mariendorf einbezogen und am 1. August 1965 kam noch ein Teil des Lichterfelder Rings hinzu. | Hildburghauser Straße                                       |
| Hirzbacher Weg (Lage)             | 0150                            | Hirzbach, Ortsteil von Leutenberg in Thüringen | 19. Okt. 1934          | Als Straße 9 eingerichtet geht er von der Geraer Straße nördlich als Sackgasse ab. | Hirzbacher Weg                                              |
| Hohenbornweg (Lage)               | 0240                            | Adolf Wild von Hohenborn (1860–1925), Kriegsminister im Ersten Weltkrieg | 11. März 1937          | Als Straße 34 eingerichtet liegt sie zwischen Friedrichrodaer und Pappritzstraße. | Hohenbornweg                                                |
| Holenbrunner Weg (Lage)           | 0320                            | Holenbrunn, Ortsteil von Wunsiedel in Bayern | 4. Apr. 1934           | Als Straße 75 eingerichtet liegt er zwischen Bernecker und Wunsiedeler Weg. | Holenbrunner Weg                                            |
| Humperdinckstraße (Lage)          | 0270                            | Engelbert Humperdinck (1854–1921), Komponist | 3. Mai 1918            | Seit 1912 bereits als Verdistraße angelegt wurde sie 1918 umbenannt und liegt zwischen Beethovenstraße und Gluckweg. | Humperdinckstraße                                           |
| In den Leonorengärten (Lage)      | 0250                            | Name der anliegenden Wohnsiedlung, die nach der Leonorenstraße benannt ist, welche wiederum nach der Opernfigur Leonore benannt wurde.                                              | 7. Dez. 2013           | Die Privatstraße zweigt von der Leonorenstraße ab. | In den Leonorengärten                                       |
| In den Neuen Gärten (Lage)        | 0420                            | Neue Gärten, alte Flurbezeichnung für die Bauerngärten unmittelbar hinter den Höfen des Angerdorfes.                                                                                | 21. Aug. 1968          | Als Straße 524 eingerichtet wurde bei der Benennung ein Teil der älter geplanten Straße 71 einbezogen. Sie liegt zwischen S-förmig zwischen Mühlen- und Wedellstraße. | In den Neuen Gärten                                         |
| Ingridpfad (Lage)                 | 0210                            | Ingrid, weiblicher Vorname | 30. Mai 1930           | Als Straße 17d eingerichtet liegt sie als Einbahnstraße zwischen Seydlitz- und Barbarastraße. |                                                             |
| Jägerstraße (Lage)                | 0110                            | Jäger, Berufsbezeichnung und alter militärischer Dienstgrad | 15. Sep. 1879          | In Lichterfelde anfangs als Querstraße angelegt liegt nur das kurze Stück zwischen Luisenstraße (Ortsteilgrenze) und Kurfürstenstraße mit den Grundstücken 18d–18f im Ortsteil. | Jägerstraße                                                 |
| Kaiser-Wilhelm-Straße (Lage)      | 2050                            | Wilhelm I. (1797–1888), Kaiser und König von Preußen | vor 1894               | Die Straße war bereits vor 1871 als Kreis-Chaussee aufgeführt. Sie liegt zwischen Teltowkanal (Grenze zu Südende) und Ortsteilsgrenze zu Lichterfelde, die zwischen Luisen- und Kurfürstenstraße verläuft. | Kaiser-Wilhelm-Straße                                       |
| Kamenzer Damm (Lage)              | 1030                            | Kamenz, niederschlesische Stadt in Polen | 24. Juli 1954          | Als Straße 69a eingerichtet, war der Kamenzer Damm in den 1950er Jahren eine kurze Wohnstraße mit Blockbebauung. 1964 wurde er in beiden Richtungen verlängert, seitdem reicht er von der Malteserstraße bis zur Ortsteilsgrenze nach Mariendorf an der Lankwitzer Brücke der Dresdener Bahn. Heute fließt hier ein starker Durchgangsverkehr, es dominieren Hochhäuser mit bis zu 20 Stockwerken. Das 1970 erbaute Kirchengebäude an der Ecke Halbauer Weg war bis 2014 das katholische Gemeindezentrum Von der Auferstehung Christi, seit 2014 wird es als St. Immanuel von der Äthiopisch-Orthodoxen Tewahedo-Kirche genutzt. | Kamenzer Damm                                               |
| Kameradenweg (Lage)               | 0210                            | Kamerad, mit Bezug zur hiesigen Kriegersiedlung nach dem Ersten Weltkrieg | 15. Dez. 1930          | Die seit 1906 hier verlaufende Husstraße wurde 1930 umbenannt, sie liegt zwischen Gallwitzallee und Mühlenstraße. | Kameradenweg                                                |
| Kaulbachstraße (Lage)             | 1050                            | Wilhelm von Kaulbach (1805–1874), Maler | vor 1878               | Sie liegt zwischen Leonoren- und Gärtnerstraße an der Ortsteilgrenze. Am 22. Juni 1964 wurde die Kirche der Mormonengemeinde in der Kaulbachstraße 56–58 eingeweiht. 1968 wurde in der Kaulbachstraße 62–64 die katholische Kirche St. Benedikt eingeweiht. | Kaulbachstraße                                              |
| Keffenbrinkweg (Lage)             | 0850                            | Karl Gustav von Keffenbrink (1791–1809), preußischer Offizier, Mitglied der Schillschen Jäger                                                                                       | 27. Feb. 1936          | Als Straße 61a eingerichtet liegt sie zwischen Trachenbergring und Wedellstraße. | Keffenbrinkweg                                              |
| Kiesstraße (Lage)                 | 0390                            | Kies, Lockergestein | vor 1893               | Sie liegt zwischen der Ortsteilgrenze an der Lichterfelder Mariannenstraße und der Kurfürstenstraße. Am Lankwitzer Teil liegt der Friedhof Lankwitz und die katholische Kirche Maria Dolorosa. Zwischen Mariannenstraße und Zerbster Straße gehören die Straßenbreite und die nördlichen Grundstücke 30–50 (gerade) und 33–45 (ungerade) zum Ortsteil. | Kiesstraße                                                  |
| Kindelbergweg (Lage)              | 0060                            | Kindelberg, Berg bei Gräfenthal (Thüringen) | 13. Dez. 1934          | Als Straße 215 eingerichtet liegt sie als Stichstraße westlich der Trippsteinstraße. | Kindelbergweg                                               |
| Klüberstraße (Lage)               | 0130                            | Robert von Klüber (1873–1919), Offizier im kaiserlichen deutschen Heer und der Reichswehr                                                                                           | 20. Mai 1937           | Als Straße 61c eingerichtet. Die Klüberstraße reichte bis in die frühen 1960er Jahre von der Felgentreustraße bis Alt-Lankwitz. Nur ein kleiner Teil nördlich vom Keffenbrinkweg blieb als Stichstraße bis heute erhalten. In diesem Teil liegen alle vier vor dem Zweiten Weltkrieg bebauten Grundstücke (Nr. 20, 28, 30 und 32). | Klüberstraße                                                |
| Kurfürstenstraße (Lage)           | 1070                            | Großer Kurfürst (1620–1688), Kurfürst von Brandenburg | um Okt. 1894           | Die nach 1850 hier angelegte Karlstraße wurde im Oktober 1894 umbenannt. Sie liegt zwischen Kaiser-Wilhelm- und Geraer Straße. Die Straße wurde auf dem Zietemannschen Gelände angelegt. Zunächst wurden zwei Straßen angelegt, damals zusammen mit der Zietemannstraße. Trotz der Nähe zum Bahnhof Lichterfelde-Ost stockte die Besiedlung vorrangig mit Handwerkern, Kaufleuten und Beamten aus Berlin, und es wurde spöttisch das „Klamottenviertel“ genannt. | Kurfürstenstraße                                            |
| Lange Straße (Lage)               | 0080 (im Ortsteil)              | Ergänzend zur Parallel- und Querstraße | vor 1893               | Im Ortsteil liegt nur das Grundstück Nr. 8/9 am Friedhof Lankwitz am südlichen Straßenrand zwischen Mariannen- und Luisenstraße (Lichterfelde). | Lange Straße                                                |
| Langensalzaer Straße (Lage)       | 0640                            | Bad Langensalza, Kurstadt in Thüringen | 20. Aug. 1917          | Als Straße 39 eingerichtet liegt sie zwischen Sondershauserner und Geraer Straße. Zwischen der Gräfentaler Straße bis zum Wendehammer von der Geraer Straße ist der Verlauf durch einen Fuß- und Fahrweg unterbrochen. | Langensalzaer Straße                                        |
| Langkofelweg (Lage)               | 0360                            | Langkofel, Gebirgsstock in den nordwestlichen Dolomiten (Italien) | 10. Apr. 1931          | Als Straße 56a eingerichtet wurden am 19. März 1938 noch die Friedenstraße und die Straße 12 einbezogen. Er liegt zwischen Bruchwitzstraße und Alt-Lankwitz. | Langkofelweg                                                |
| Lankwitzer Straße (Lage)          | 0060                            | Straße nach Lankwitz (von Lichterfelde her) | 10. Sep. 1863          | Die Lankwitzer Straße als Richtungsstraße nach Lankwitz wurde auf „Allerhöchsten Erlaß“ benannt. Sie führt aus als Einkaufsstraße von Lichterfelde bis an die Ortsteilsgrenze und nur die südlichen Grundstücke 10 und 12 östlich der Luisenstraße gehören zu Lankwitz. | Lankwitzer Straße                                           |
| Leonorenstraße (Lage)             | 1180                            | Leonore, Hauptfigur und Titel der Urfassung von Beethovens Oper „Fidelio“ | 20. Mai 1937           | Die Straße wurde vor 1878 als Viktoriastraße angelegt und bei der Lage im „Komponistenviertel“ in der Umbenennungsaktion 1937 nach dem Urnamen der Beethoven-Oper benannt. Sie liegt zwischen der Hannemann-Brücke am Teltowkanal und der Kaiser-Wilhelm-Straße (Lankwitz Kirche). Entlang der Viktoriastraße (heute: Leonorenstraße) entwickelte sich mit dem Bau der Dreifaltigkeitskirche (1906) das neue Zentrum der Gemeinde Lankwitz, dabei wurden die getrennten Teile und deren Bewohner zusammengeführt. 1900 wurde in der Viktoriastraße 60 (jetzt Leonorenstraße 17–33) das Sanatorium Berolinum durch Sanitätsrat James Fraenkel eröffnet. | Leonorenstraße                                              |
| Lerbacher Weg (Lage)              | 0170                            | Lerbach, Ortsteil von Osterode am Harz in Niedersachsen | 9. Aug. 1929           | Als Straße 24a eingerichtet liegt er östlich der Gallwitzallee als Stichstraße als Zugangsstraße der nördlich liegenden Grundstücke 1–59 und Zufahrt zum St.-Marien-Krankenhaus (Nr. 2). | Lerbacher Weg                                               |
| Lüdeckestraße (Lage)              | 0260                            | Fritz Lüdecke, Lankwitzer Kommunalpolitiker | 2. Nov. 1953           | Als Straße B eingerichtet, liegt sie auf dem vorherigen Grund der Gutsbesitzerfamilie Lüdecke im Bogen zwischen der Belß- und einem Wendehammer, von dem ein Fußweg zur Wedellstraße führt. Die ruhige Wohnstraße entstand in den 1960er Jahren, was an der Bebauung deutlich erkennbar ist, die in den 1990er Jahren grundsätzlich saniert und zusammen mit neuentstandenen Wohnhäusern an eine Anlage zur Nutzung des Regenwassers angeschlossen wurden. | Lüdeckestraße                                               |
| Luisenstraße (Lage)               | 0610                            | Luise von Mecklenburg-Strelitz (1776–1810), Königin Luise von Preußen | vor 1893               | Die Straße liegt in ihrer Breite in Lichterfelde zwischen Kaiser-Wilhelm- und Dessauerstraße, nur die östlichen Grundstücke 21–38 gehören nach Lankwitz. | Luisenstraße                                                |
| Malteserstraße (Lage)             | 1820                            | Malteser, katholischer Ritterorden | 21. Juli 1960          | Die Marienfelder Lankwitzstraße und die Marienfelder Straße in Lankwitz wurden zusammengeführt und 1960 umbenannt. Die breite und verkehrsreiche Straße mit wenigen Mehrfamilienhäusern liegt zwischen Mühlenstraße und der Ortsteilsgrenze an der Friedrichrodaer Straße, ab Paul-Schneider-Straße / Kamenzer Damm ist sie Hauptstraße. Im Ortsteil Lankwitz grenzen der Lutherfriedhof, der Geo-Campus der Freien Universität sowie diverse Sportanlagen an. | Malteserstraße                                              |
| Marchandstraße (Lage)             | 0430                            | Hermann Marchand (1864–1945), Jurist und Stadtentwickler | 2. Jan. 1912           | Als Straße 28 eingerichtet liegt sie zwischen Tambacher und Malteserstraße. | Marchandstraße                                              |
| Maria-Rimkus-Weg (Lage)           | 0140                            | Maria Rimkus (1910–2001), Gerechte unter den Völkern | 17. Feb. 2023          | 1915 wurde die Mackensenstraße nach Bebauungsplan eingerichtet, aber nicht ausgeführt und 1935 gelöscht. In deren Flucht wurde am 18. Januar 1936 zwischen Emmich- und Belßstraße der Maerckerweg angelegt, benannt nach dem Generalmajor und Freikorpsführer Georg Maercker (1865–1924). Der Maerckerweg wurde am 17. Februar 2023 in Maria-Rimkus-Weg umbenannt. | Maerckerweg                                                 |
| Melanchthonstraße (Lage)          | 0210                            | Philipp Melanchthon (1497–1560), Theologe und Reformator | 1906                   | Als Straße 15 eingerichtet liegt sie zwischen Bruchwitz- und Paul-Schneider-Straße. | Melanchthonstraße                                           |
| Mozartstraße (Lage)               | 0760                            | Wolfgang Amadeus Mozart (1756–1791), österreichischer Komponist | vor 1894               | Die Mozartstraße wurde mit der Villenkolonie angelegt und am 15. Dezember 1911 wurde die Straße 1b einbezogen. Sie liegt zwischen Humperdinck- und Siemensstraße. | Mozartstraße                                                |
| Mudrastraße (Lage)                | 0540                            | Bruno von Mudra (1851–1931), preußischer Offizier, General der Infanterie | 18. Jan. 1936          | Seit 1914 als General-Kluck-Straße angelegt und 1936 umbenannt wurde am 1. Juni 1964 die Straße 49a als Verlängerung einbezogen. Sie liegt zwischen Emmich- und Wedellstraße. | Mudrastraße                                                 |
| Mühlenstraße (Lage)               | 0900                            | hiesige vormalige Mühle | 1. Apr. 1909           | Eine hier liegende Straße war schon seit dem 19. Jahrhundert vorhanden als sie 1909 benannt wurde, sie liegt zwischen Alt-Lankwitz und Gallwitzallee. 1930 entstanden im Quartier Bruchwitz-, Mühlen-, Lutherstraße 89 Wohnungen für kleinere und mittlere Postbeamte mit 1-, 1½-, 2- und 2½-Zimmerwohnungen und einer zentralen Waschanlage. Außerdem erhielt diese Siedlung – für die damalige Zeit ebenfalls nicht selbstverständlich – Grünflächen im Hof sowie einen Sandkasten für Kleinkinder. | Mühlenstraße                                                |
| Nicolaistraße (Lage)              | 0960                            | Otto Nicolai (1810–1849), Komponist | 9. Sep. 1931           | Vor 1894 als Luisenstraße eingerichtet wurde sie (nach der Bildung von Groß-Berlin) 1931 wegen der benachbarten Luisenstraße in Lichterfelde zum Kiez passend umbenannt. Sie beginnt am Gluckweg am Bahndamm der Anhalter Bahn und endet heute am Teltowkanal. Früher ging sie dort über die Kirchnerbrücke in die Steglitzer Johanna-Stegen-Straße über. Im Sommer 1945, als alle Teltowkanalbrücken zerstört waren, stand hier die erste Lankwitzer Notbrücke. | Nicolaistraße                                               |
| Orlamünder Weg (Lage)             | 0330                            | Orlamünde, Mittelstadt in Thüringen | 8. März 1957           | Ein Teil der Straße 511 wurde 1957 benannt und die Ettenhauser Straße und der verbliebene Teil der Straße 511 wurden am 2. Januar 1962 einbezogen. Sie liegt zwischen Blankenhainer und Marchandstraße. | Orlamünder Weg                                              |
| Pappritzstraße (Lage)             | 0380                            | Günther von Pappritz (1856–1936), General der Kavallerie im Ersten Weltkrieg | 11. März 1937          | Als Straße 31 eingerichtet liegt sie zwischen Wichurastraße und Hanielweg. Ruhige Wohnstraße, die einseitig mit Mehrfamilienhäusern bebaut ist. Auf der Nordseite liegt eine kleine Parkanlage mit Spielplatz. Die Häuser sind durch begehbare Innenhöfe miteinander verbunden. | Pappritzstraße                                              |
| Parallelstraße (Lage)             | 0030                            | Parallel zu den Nachbarstraßen längs (SW–NO) in der Carstennschen Siedlungskolonie (Lichterfelde)                                                                                   | vor 1893               | Das westliche Ende der Straße an der südlichen Ecke Luisenstraße (die die Ortsteilgrenze bildet) gehört mit den Grundstücken 14a und 14b zu Lankwitz, da die Luisenstraße als Querstraße versetzt weitergeht. Die Straße setzt sich in Lankwitz als Frobenstraße fort. | Parallelstraße                                              |
| Paul-Schneider-Straße (Lage)      | 0580                            | Paul Schneider (1897–1939), „Prediger von Buchenwald“, Pfarrer, Opfer des NS-Regimes, im KZ Buchenwald durch den Lagerarzt Erwin Ding-Schuler ermordet                              | 10. Juni 1961          | Die seit 1906 als Lutherstraße bestehende Straße liegt zwischen Kaiser-Wilhelm-Straße (Lankwitz Kirche) und Malteserstraße. Ursprünglich schräg auf die Malteserstraße zulaufend, verläuft sie seit 1964 am Ende abgeknickt auf den Kamenzer Damm zu. Sie ist belastet durch starken Durchgangsverkehr zu diesen beiden Straßen. | Paul-Schneider-Straße                                       |
| Preysingstraße (Lage)             | 0700                            | Konrad Graf von Preysing (1880–1950), römisch-katholischer Kardinal, Widerstandskämpfer gegen das NS-Regime                                                                         | 12. Nov. 1960          | Der seit 1925 benannte Lankwitzer Ring zwischen Belß- und Malteserstraße wurde 1960 nach einem der Hauptführer des katholischen kirchlichen Widerstands gegen die NS-Kirchenpolitik zu seinem 10. Todestag umbenannt. | Preysingstraße                                              |
| Privatweg (Lage)                  | 0130                            | Privat angelegt | um 1950                | Die vormals private (nicht öffentliche) Straße zwischen Keffenbrinkweg und (östlichem) Trachenbergring wurde um 1950 gewidmet und ist ein vier Meter breiter Fahrweg mit Einfamilienheimen. | Privatweg                                                   |
| Reginenweg (Lage)                 | 0130                            | Regina, weiblicher Vorname | 14. Apr. 1936          | Der Fuß- und Fahrweg als Straße 15a eingerichtet, zunächst als Privatstraße, liegt zwischen Charlotten- und Sibyllenstraße. | Reginenweg                                                  |
| Rehauer Pfad (Lage)               | 0140                            | Rehau, Stadt bei Hof in Bayern | 4. Apr. 1934           | Als Straße 80a eingerichtet liegt sie zwischen Goldmühler Weg und Alt-Lankwitz. | Rehauer Pfad                                                |
| Renatenweg (Lage)                 | 0190                            | Renate, weiblicher Vorname | 17. Mai 1930           | Als Straße 17f zwischen Froben- und Havensteinstraße eingerichtet wurde sie samt einer Verlängerung benannt und liegt zwischen Ursula- und Frobenstraße. Die bei der Bombardierung zerstörte DeGeWo- und Gagfahsiedlung am Renatenweg wurden 1952–1954 wieder aufgebaut. | Renatenweg                                                  |
| Retzowstraße (Lage)               | 0310                            | Wolf Friedrich von Retzow (1699–1758), preußischer General | 12. Nov. 1925          | Die nach Plan eingerichteten Straße 6 und Straße 42 wurden zur Retzowstraße und liegen zwischen Dessauer- und Bellingstraße, über die sie noch als Stichstraße bis zum Wendehammer vor der KGA Lankwitz-Tierheim weitergeht. | Retzowstraße                                                |
| Rodacher Weg (Lage)               | 0220                            | Bad Rodach Stadt bei Coburg in Bayern | 22. Aug. 1936          | Als Straße 222 eingerichtet und teilweise unter Einbeziehung von Straße 39a wurde sie im Bogen von und zur Langensalzaer Straße angelegt. | Rodacher Weg                                                |
| Rotenfelser Weg (Lage)            | 0160                            | Bad Rotenfels, (jetzt) Ortsteil des Weinbauortes Gaggenau in Baden-Württemberg | 13. Dez. 1934          | Als Straße 211 eingerichtet liegt sie zwischen Graacher und Gernsheimer Straße. | Rotenfelser Weg                                             |
| Rudolf-Beyendorff-Ring (Lage)     | 0340                            | Rudolf Beyendorff (1876–1947), erster Lankwitzer Bürgermeister | 16. Dez. 2002          | Die neu angelegte Straße wurde am 20. Juni 2003 übergeben, der Ring erschließt Neubauten (zwischen Retzow- und Kurfürstenstraße) südlich der Dessauerstraße. Die Straße ist als Verkehrsberuhigter Bereich ausgewiesen und trotz ihrer amtlichen Anerkennung als Privatstraße markiert. | Rudolf-Beyendorff-Ring                                      |
| Ruthstraße (Lage)                 | 0230                            | Ruth, weiblicher Vorname | 20. Juli 1960          | Der vorherige Name Marienstraße wurde wegen des Lichterfelder Namensdoppels (im gleichen Bezirk) geändert. Sie liegt zwischen Charlotten- und Barbarastraße. | Ruthstraße                                                  |
| Saarburger Straße (Lage)          | 0290                            | Saarburg, Weinstadt im Naturpark Saar-Hunsrück in Rheinland-Pfalz | 12. Okt. 1912          | Als Straße 9 eingerichtet liegt sie als Stichstraße östlich der Leonorenstraße. | Saarburger Straße                                           |
| Scharzhofberger Straße (Lage)     | 0110                            | Wiltinger Scharzhofberg, Weinlage der Ortsgemeinde Wiltingen im Anbaugebiet Mosel im Saarland                                                                                       | nach 1910              | Als Straße 9a eingerichtet war sie auf einer Karte um 1910 noch nicht enthalten, aber im Nachweiser für Berlin und Umgebung 1914 genannt. Sie geht östlich als Sackgasse von der Bruchwitzstraße ab. | Scharzhofberger Straße                                      |
| Schefferweg (Lage)                | 0100                            | Reinhard von Scheffer-Boyadel (1851–1925), General der Infanterie im Ersten Weltkrieg                                                                                               | 20. März 1939          | Die Straße besteht seit 1915 bis zur Umbenennung als Meyer-Waldeck-Straße, sie liegt als Sackgasse nördlich der Emmichstraße. | Schefferweg                                                 |
| Schneebergstraße (Lage)           | 0540                            | Schneeberg, höchster Berg im Fichtelgebirge (Bayern) | 4. Apr. 1934           | Als Straße 78 eingerichtet liegt sie zwischen Wunsiedeler Weg und Alt-Lankwitz. | Schneebergstraße                                            |
| Schneekoppenweg (Lage)            | 0140                            | Schneekoppe, höchster Berg im Riesengebirge in Grenzlage der Tschechischen Republik und Polens                                                                                      | 20. Juli 1960          | Als Straße 238 eingerichtet und teilweise mit der Straße 55 zusammen benannt liegt sie zwischen Keffenbrinkweg und Trachenbergring. | Schneekoppenweg                                             |
| Schulstraße (Lage)                | 0460                            | Nach der 1877 hier erbauten damaligen Gemeindeschule. Deren Ergänzungsbau von 1900, das sogenannte rote Schulhaus, nutzt heute die Alt-Lankwitzer Grundschule.                      | zwischen 1877 und 1894 | Hier lag der Verbindungsweg nach Giesensdorf, von nach 1850 bis vor 1894 Giesensdorfer Straße genannt. Seit 1895 wurde die Schulstraße in ganzer Länge von der elektrischen Straßenbahn durchfahren, die jedoch zwischen 1925 und 1936 in die Kaiser-Wilhelm-Straße verlegt wurde. Durch die Wohnhäuser Paul-Schneider-Straße, Ecke Kaiser-Wilhelm-Straße sowie eine Absperrung an der Mühlenstraße ist sie heute an beiden Enden für den Autoverkehr gesperrt, eine Zufahrt ist nur mittig über die Bruchwitzstraße möglich. | Schulstraße                                                 |
| Seydlitzstraße (Lage)             | 0880                            | Friedrich Wilhelm von Seydlitz (1721–1773), preußischer Kavalleriegeneral | 1884                   | Die Straße wurde bereits 1884 aus der schon vorher bestehenden Margaretenstraße und der Prinz-Wilhelm-Straße erstellt. Sie liegt (in Verlängerung der Beethovenstraße) zwischen der Bahnstrecke und der Dessauer Straße. An der Seydlitzstraße gab es ab 1880 eine Pferderennbahn, als nach zwei Jahren das Kapital ausgegeben war, wurde das Unternehmen geschlossen. | Seydlitzstraße                                              |
| Sibyllenstraße (Lage)             | 0240                            | Sibylle, weiblicher Vorname | 24. Okt. 1912          | Als Straße 15a eingerichtet wurde am 1. Februar 1965 ein Teil der verlängernden Straße 15b einbezogen. Die Straße liegt bogenförmig zwischen Kaiser-Wilhelm-Straße und Dillgesstraße. | Sibyllenstraße                                              |
| Siemensstraße (Lage)              | 1030                            | Werner von Siemens (1816–1892), Industrieller und Gründer des Großkonzerns | 24. Feb. 1897          | Der Teil der Berliner Straße zwischen Albrechtstraße und der Groß-Lichterfelder Gemarkungsgrenze wurde in Siemensstraße umbenannt. Sie liegt zwischen der Ortsteilgrenze (Lichterfelde mit Nr. 37–41) an der Gärtnerstraße in Fortführung des Ostpreußendamms und der Siemensbrücke über den Teltowkanal in Lankwitz und geht auf Steglitzer Flur (Nrn. 1–10) weiter. | Siemensstraße                                               |
| Sondershauser Straße (Lage)       | 0630                            | Sondershausen, Kreisstadt am Kyffhäuser in Thüringen | 20. Aug. 1917          | Die eingerichtete Straße wurde 1917 mit anderen im Thüringer Viertel benannt und am 12. November 1925 wurde in Lichterfelde der Grüne Weg (zwischen der Straße 24a und Marienfelder Straße) und am 9. August 1929 die Verlängerung zum Landweg (heute Lichterfelder Ring) einbezogen. In Lankwitz liegt sie nur zwischen der Geraer und der Hildburghauser Straße. An der Ecke Apoldaer Straße besteht ein Siedlungsplan für Lankwitz von Hans Poelzig vom 21. April 1932 im Architekturmuseum Berlin. | Sondershauser Straße                                        |
| Tambacher Straße (Lage)           | 0520                            | Tambach-Dietharz Stadt bei Gotha in Thüringen | 2. Jan. 1912           | Als Straße 30 eingerichtet liegt sie zwischen Blankenhainer Straße und als Sackgasse über die Frankenhauser Straße hinaus. Ruhige Wohnstraße, die mit Ein- und Mehrfamilienhäusern bebaut ist. An der Straße liegt der Kreuzfriedhof, der über ein Drehkreuz zugänglich ist. | Tambacher Straße                                            |
| Tautenburger Straße (Lage)        | 0440                            | Tautenburg, Gemeinde (heute) in der Verwaltungsgemeinschaft Dornburg-Camburg in Thüringen                                                                                           | 2. Jan. 1912           | Ungefähr im Verlauf der nach Plan eingerichteten Straße 31 wurde die Tambacher Straße angelegt und liegt zwischen Blankenhaier Straße und Ortsteilgrenze. | Tautenburger Straße                                         |
| Teltowkanalstraße (Lage)          | 0230                            | parallel zum Teltowkanal verlaufende Straße | vor 1913               | Als Straße 65a eingerichtet lag sie zu diesem Zeitpunkt, geht sie von der Birkbuschstraße ab, verläuft etwas entfernt vom Teltowkanal parallel zu diesem und geht südwestlich über in den Wiesenweg, der in die Siemensstraße mündet. Zu Lankwitz gehören Straße und die südlichen Grundstücke. Die dort bereits ansässige Löwe-Radio AG (später Opta-Radio und Loewe-Opta) ließ 1939–1941 ein Büro- und Fabrikgebäude errichten. Das gesamte Gebäudeensemble Teltowkanalstraße 1–2/Wiesenweg 9–10 steht unter Denkmalschutz. | Teltowkanalstraße                                           |
| Tennstedter Straße (Lage)         | 0580 (im Ortsteil)              | Bad Tennstedt, Kurstadt im Hainich in Thüringen | 2. Jan. 1912           | Als Straße 32 eingerichtet wurde sie 1938 auf Marienfelder Flur verlängert und am 1. April 1975 erfolgte noch die Verlängerung bis zur Weskammstraße. Sie liegt zwischen Ortsteilgrenze und Blankenhainer Straße in Lankwitz, wobei über letztere noch ein Stück Sackgasse hinausgeht. | Tennstedter Straße                                          |
| Thaliaweg (Lage)                  | 0180                            | Thalia, Muse des Lustspiels | 17. Mai 1930           | Als Straße 17c eingerichtet liegt sie zwischen Dillgesstraße und Gallwitzallee. | Thaliaweg                                                   |
| Trachenbergring (Lage)            | 1010                            | Karl Friedrich Wilhelm von Trachenberg (1784–1809), preußischer Offizier, Mitglied der Schillschen Jäger                                                                            | 20. Juli 1960          | 1935 wurde der Trachenbergweg angelegt und wegen der errichteten Wohnbauten wurden 1960 die Straßen 62a, 63 und 87 am Ortsteilsrand zu Marienfelde und Mariendorf einbezogen und die nun an der Felgentreustraße anschließende ringförmige Straße umbenannt. Die Grundstücke 71–93 (ungerade) am Südostrand des Rings gehören zu Marienfelde. | Trachenbergring                                             |
| Trippsteinstraße (Lage)           | 0690 (im Ortsteil)              | Trippstein, Gipfel im Schwarzatal mit Aussichtskanzel, oberhalb von Schwarzburg in Thüringen                                                                                        | 2. Jan. 1912           | Als Straße 33 eingerichtet liegt sie zwischen Geraer Straße und Ortsteilgrenze. Die Grundstücke 77 und 79 im Südosten liegen in Marienfelde. | Trippsteinstraße                                            |
| Ursulastraße (Lage)               | 0110                            | Ursula, weiblicher Vorname | 15. Mai 1918           | Als Straße 17a eingerichtet und nach der Benennung erfolgte am 30. September 1929 wegen der geänderten Fluchten eine Nachbenennung Straße 17a, später wurden die Straße 17b und Straße 17f noch einbezogen. Die Straße geht nordöstlich vom Renatenweg als Sackgasse ab. | Ursulastraße                                                |
| Waldmannstraße (Lage)             | 0430                            | Ludolf Waldmann (1840–1919), Komponist | 2. Jan. 1912           | Als Straße 1 eingerichtet liegt sie zwischen Beethoven- und Nicolaistraße. | Waldmannstraße                                              |
| Waltershauser Straße (Lage)       | 0320                            | Waltershausen, Stadt bei Gotha in Thüringen | 20. Juli 1917          | Als Straße 34 eingerichtet ist es ein (unbebauter) Fuß- und Radweg zwischen Gallwitzallee und Geraer Straße an der Südseite der Schule am Königsgraben und liegt im Parkstreifen entlang am Okengraben. Sie ist nicht als Straße im LOR-Adressverzeichnis aufgeführt, wird aber in den Plänen geführt. Sie ergänzt den Straßenzug von der Geraer Straße zur Preysingstraße, dabei liegt die KGA Waltershauser Straße am auch auf Plänen unbenannten Teil zwischen Gallwitzallee und Malteser Straße. | Waltershauser Straße                                        |
| Wasunger Weg (Lage)               | 0200                            | Wasungen, Stadt bei Meiningen in Thüringen | 13. Dez. 1934          | 1913 als Schmalkalder Straße angelegt wurde sie wegen Namensdoppelung in Groß-Berlin 1934 umbenannt und liegt zwischen Arnstädter und (im Bogen zurück) Altenburger Straße. | Wasunger Weg                                                |
| Wedellstraße (Lage)               | 0890                            | Die Brüder Karl Lupold Magnus von Wedel-Parlow (1786–1809) und, Hans Gustav Albert von Wedel-Parlow (1791–1809), preußischer Offiziere und schlossen sich den Schillschen Jägern an | 3. Mai 1935            | Als Straße 44a eingerichtet wurde am 1. Juni 1964 die Verlängerung Straße 516 und am 1. Oktober 1981 auch die Straße 44b einbezogen. Die ruhige Wohnstraße mit Blockbebauung der 1960er Jahre liegt zwischen Belßstraße und Alt-Lankwitz. | Wedellstraße                                                |
| Wernshauser Straße (Lage)         | 0340                            | Wernshausen, Gemeinde bei Meiningen in Thüringen | 13. Dez. 1934          | Die als 214 und 34a eingerichteten Straßen wurden zusammengefasst und benannt, sie liegt zwischen Apoldaer Straße und Wasunger Weg. | Wernshauser Straße                                          |
| Weygerweg (Lage)                  | 0270                            | Arnold Weyger, erster namentlich (1313) bekannter Seelsorger des Dorfes Lankwitz | 28. Nov. 1925          | Als Straße 31a eingerichtet liegt sie zwischen Malteser- und Preysingstraße. | Weygerweg                                                   |
| Wichurastraße (Lage)              | 0970                            | Georg Wichura (1851–1923), General der Infanterie | 11. März 1937          | In die seit 1925 existierende Mühlenhofstraße wurden 1937 die Straßen 33, 19i und 61d einbezogen und der gesamte Straßenzug umbenannt, am 5. Juni 1958 wurde noch die Verlängerung einbezogen. Sie liegt zwischen Friedrichrodaer Straße und Keffenbrinkweg. | Wichurastraße                                               |
| Wiesenweg (Lage)                  | 0220                            | Hier lagen die Birkbuschwiesen nahe der Bäke, bevor der Teltowkanal entwässerte | um 1900                | Die Straße liegt zwischen der fortführenden Teltowkanal- und (im Bogen zur) Siemensstraße. Im 19. Jh. gab es hier den Wiesenweg, dessen Lauf durch den Bau des Teltowkanals und den Steglitzer Hafen geändert und der befestigt wurde. Die Straße gehörte noch zu Steglitz, die Ortsgrenze lag an der Siemensstraße. Als Verkehrsweg erhielt er den Namen Am Wiesenweg und verlief zwischen Lankwitzer Feldmark und Birkbuschstraße/Teltowkanal. Ohne Hausnummern gab es um 1901 hier die „Steglitzer Pumpstation“ und eine „Waschanstalt zum Rothen Kreuz“. Im Jahr 1910 waren zwei weitere nach den Besitzern benannte Häuser hinzugekommen, aus der Pumpstation war das „Steglitzer Kanalisationswerk“ (Haus Nr. 5) geworden. Im Jahr 1915 befinden sich die Tabbertschen Mörtelwerke in Haus Nr. 1. In den 1920er-Jahren entfiel das „Am“ für die zwischen den Grundstücken 22 Meter breite Straße. Auf dem Gelände Wiesenweg 10 baute im Frühjahr 1924 die in Berlin-Friedenau ansässige Radiofrequenz GmbH (ab 1930 Radio AG D. S. Loewe) ein Werk für die Einzelteil- und Empfängerfertigung und verlegte 1930 ihren Sitz dorthin. Mit der Berliner Gebietsreform 1938 fielen die Straße und die (südlichen) Grundstücke 8 und 10 an Lankwitz, die gegenüberliegende Straßenseite mit dem BSR-Hof und dem Kraftwerk gehört zu Lichterfelde. | Wiesenweg                                                   |
| Wunsiedeler Weg (Lage)            | 0570                            | Wunsiedel, Stadt im Fichtelgebirge, Bayern | 4. Apr. 1934           | Als Straße 81 eingerichtet liegt er zwischen Alt-Lankwitz und Freymüllerweg, von dem dortigen Wendehammer geht noch eine Fahrstraße neben dem Öltanklager zu Grundstücken (Freymüllerweg 1–3) und der KGA Lankwitz-Hafen. | Wunsiedeler Weg                                             |
| Zerbster Straße (Lage)            | 0790 nur Ostseite               | Zerbst, Kreisstadt von Anhalt-Zerbst in Sachsen-Anhalt | 18. Jan. 1936          | Sie liegt in ihrer Breite und mit der westlichen Seite (Grundstücke mit gerader Hausnummerierung) in Lichterfelde, die ungerade nummerierten Grundstücke am östlichen Straßenrand gehören zu Lankwitz, die Straße liegt zwischen Kies- und Hildburghauser Straße. | Zerbster Straße                                             |
| Zietenstraße (Lage)               | 0680                            | Hans Joachim von Zieten (1699–1786), preußischer Husarengeneral im Dienste Friedrichs II (Zietenritt)                                                                               | um 1894                | Vor 1894 zunächst als Zietemannstraße angelegt liegt sie zwischen Kaiser-Wilhelm- und Dessauerstraße. Die Straße wurde auf dem Zietemann'schen Gelände angelegt damals zusammen mit der Kurfürstenstraße. Trotz der Nähe zum Bahnhof Lichterfelde-Ost stockte die Besiedlung vorrangig mit Handwerkern, Kaufleuten und Beamten aus Berlin, und es wurde spöttisch das „Klamottenviertel“ genannt. Auf dem Grundstück Zietenstraße 10 stand ab 1904 das erste deutsche Film-Atelier. | Zietenstraße                                                |

## Geplante und einstige Straßen
| Name                             | von           | bis           | benannt in                          | Anmerkungen |
| -------------------------------- | ------------- | ------------- | ----------------------------------- | --- |
| Am Beyendorffpark                | 2. Sep. 1911  | 1919          | → Am Gemeindepark                   | Rudolf Beyendorff (1876–1947), Kommunalpolitiker. Anlässlich der Einweihung von Rathaus und Beyendorffpark erhielt die Straße ihren Namen, wurde 1919 in Am Gemeindepark umbenannt, 1933 zurückbenannt im Am Beyendorffpark, erhielt sie 1939 abermals den heutigen Namen. |
| Berliner Straße                  | vor 1878      | 24. Feb. 1897 | → Siemensstraße                     | Weg nach Berlin von Teltow her |
| Blumenstraße                     | vor 1894      | 15. Sep. 1966 | → Bruno-Walter-Straße               | Wegen der Blumengärten in der Umgebung |
| Dorfstraße                       | 1500          | um 1880       | → Alt-Lankwitz                      | Die historische Dorfaue des Angerdorfs |
| Ettenhauser Straße               | 2. Jan. 1912  | 2. Jan. 1962  | → Orlamünder Weg                    | Ettenhausen, Ort in Thüringen |
| Friedenstraße                    | vor 1870      | 19. März 1938 | → Langkofelweg                      | Die Straße verlief zum Friedhof der Ewigen Frieden bringt. |
| Gartenstraße                     | vor 1878      | 15. Sep. 1966 | → Bruno-Walter-Straße               | Der in Lichterfelde liegende Straßenteil. |
| General-Kluck-Straße             | 22. Okt. 1914 | 18. Jan. 1936 | → Mudrastraße                       | Alexander von Kluck (1846–1934), preußischer Infanteriegeneral |
| Giesensdorfer Straße             | nach 1850     | vor 1894      | → Schulstraße                       | Weg nach Giesensdorf, 1877 mit Lichterfelde zu Groß-Lichterfelde vereinigt. |
| Gluckstraße                      | 15. Dez. 1911 | 3. Dez. 1937  | → Brucknerstraße                    | Christoph Willibald Gluck (1714–1787), Komponist |
| Gluckstraße                      | 15. Dez. 1911 | 4. Dez. 1937  | → Gluckweg                          | Christoph Willibald Gluck (1714–1787), Komponist |
| Grüner Weg                       | vor 1878      | 6. Aug. 1937  | → Gallwitzallee                     | Der Weg in die grüne Niederung nördlich von Lankwitz |
| Hauptstraße                      | vor 1878      | 4. Apr. 1934  | → Alt-Lankwitz                      | Die wichtigste Straße der Gemeinde, Dorfaue |
| Hausenstraße                     | 22. Okt. 1914 | 20. Juni 1915 | → Beselerstraße                     | Max von Hausen (1846–1922), sächsischer Generaloberst, Ministerpräsident des Königreiches Sachsen |
| Herrmannstraße                   | vor 1901      | 18. Jan. 1936 | → Zerbster Straße                   | Hermann (der Cherusker) (17/16 v. Chr.–21 n. Chr.), Stammesführer liegt als Straße in Lichterfelde, Ortsgrenze |
| Hindenburgstraße                 | 22. Okt. 1914 | 20. Okt. 1932 | → Eiswaldtstraße                    | Paul von Hindenburg (1847–1934), Generalfeldmarschall und Reichspräsident |
| Husstraße                        | 13. Feb. 1906 | 15. Dez. 1930 | → Kameradenweg                      | Jan Hus (um 1369–1415), tschechischer Reformator |
| Kaiser-Wilhelm-Straße            | nach 1871     | vor 1894      | → Frobenstraße                      | Wilhelm I. (1797–1888), ab 1861 König von Preußen, ab 1871 Deutscher Kaiser |
| Karlstraße                       | nach 1850     | um Okt. 1894  | → Kurfürstenstraße                  | Friedrich Karl Alexander (1801–1883), Prinz von Preußen |
| Kiepertstraße (Lankwitzer Ast)   | vor 1905      | 1. Okt. 1963  | → Friedrichrodaer Straße            | Adolf Kiepert (1820–1892), Kommunalpolitiker und Landwirt |
| Königspromenade                  | Plan          | 1925          | → Geraer Straße                     | Gerplante Ortspromenade durch Villen |
| Kreis-Chaussee                   | vor 1871      | vor 1894      | → Kaiser-Wilhelm-Straße             | Die Kreis-Chaussee war die Hauptverbindungsstraße zur Kreisstadt Teltow. Im Unterschied zur Staatschaussee wurde die Kreischaussee aus den Finanzen des Landkreises erbaut und erhalten. Vor dem Ausbau der Chaussee 1874 war es ein Sandweg und wurde so bezeichnet.      |
| Lankwitzer Ring (Teil)           | 12. Nov. 1925 | 22. Nov. 1960 | → Haynauer Straße                   | Ringförmige Straße an der Marienfelder Grenze |
| Lankwitzer Ring (Teil)           | 11. Nov. 1925 | 25. Aug. 1939 | → Bischofsgrüner Weg                | Ringförmige Straße an der Marienfelder Grenze |
| Lankwitzer Ring (Teil)           | 13. Nov. 1925 | 22. Nov. 1960 | → Preysingstraße                    | Ringförmige Straße an der Marienfelder Grenze |
| Lessingstraße                    | vor 1894      | 3. Dez. 1937  | → Brucknerstraße                    | Gotthold Ephraim Lessing (1729–1781), Dichter der Aufklärung |
| Luisenstraße                     | vor 1894      | 9. Sep. 1931  | → Nicolaistraße                     | Luise von Preußen (1808–1870), Prinzessin von Preußen Wegen der Namensdoppelung umbenannt |
| Lutherstraße                     | 1906          | 10. Juni 1961 | → Paul-Schneider-Straße             | Martin Luther (1483–1546), Reformator |
| Mackensenstraße                  | 30. Juli 1915 | 8. Aug. 1935  | Aus dem Straßenverzeichnis gelöscht | August von Mackensen (1849–1945), Generalfeldmarschall Die Mackensenstraße war bis 1935 noch nicht angelegt und der Name bereits in den Bezirken Charlottenburg und Schöneberg vertreten.                                                                                  |
| Maerckerweg                      | 18. Jan. 1936 | 17. Feb. 2023 | → Maria-Rimkus-Weg                  | Georg Maercker (1865–1924), Generalmajor und Freikorpsführer |
| Margaretenstraße                 | vor 1894      | 1894          | → Seydlitzstraße                    | Margarethe, weiblicher Vorname |
| Mariendorfer Straße              | vor 1894      | 4. Apr. 1934  | → Alt-Lankwitz                      | Die Mariendorfer Straße erscheint im Straßenverzeichnis von Lankwitz für das Jahr 1894 noch als Mariendorfer Weg. In einem Übersichtsplan zum Bebauungsplan von 1912 heißt sie Mariendorfer Straße. Zusammen mit der Hauptstraße wurde sie 1934 in Alt-Lankwitz umbenannt. |
| Marienfelder Straße              | vor 1878      | 21. Apr. 1960 | → Malteserstraße                    | Der befestigte Weg nach Marienfelde. |
| Marienstraße                     | 18. Okt. 1894 | 20. Juli 1960 | → Ruthstraße                        | In Lichterfelde gab es ein Doppel der Marienstraße |
| Meyer-Waldeck-Straße             | 30. Juli 1915 | 20. März 1939 | → Schefferweg                       | Alfred Meyer-Waldeck (1864–1928), Vizeadmiral |
| Mühlenhofstraße                  | 1925          | 11. März 1937 | → Wichurastraße                     | Das Amt Mühlenhof war die ehemalige Ortsobrigkeit, zunächst der hiesigen Mühlen von Cölln und Berlin. |
| Platz A–B (Straße 8)             | Plan          | 24. Okt. 1912 | → Bernkastler Platz                 | |
| Prinz-Heinrich-Straße            | nach 1870     | vor 1894      | → Derfflingerstraße                 | Heinrich Friedrich Ludwig (1726–1802), Prinz von Preußen, Bruder von König Friedrich II., preußischer General |
| Prinz-Wilhelm-Straße             | vor 1894      | 1894          | → Seydlitzstraße                    | Prinz Wilhelm von Preußen, späterer Kaiser |
| Querstraße                       | vor 1879      | 15. Sep. 1879 | → Jägerstraße                       | Querstraße zu den nordwest-südöstlich verlaufenden Straßen (Lichterfelde Ost) |
| Schmalkalder Straße              | 20. Aug. 1917 | 13. Dez. 1934 | → Wasunger Weg                      | Schmalkalden in Thüringen |
| Sedanstraße                      | vor 1894      | 20. Juli 1960 | → Brigittenstraße                   | Benannt nach der Schlacht von Sedan im Deutsch-Französischen Krieg 1870. Sedan, Stadt im Département Ardennes (Frankreich) |
| Steglitzer Straße Steglitzer Weg | vor 1894      | 13. Dez. 1934 | → Edenkobener Weg                   | Im Plan des Gemeindebezirks Lankwitz von 1894 noch als Steglitzer Weg, mit der Befestigung dann Steglitzer Straße. |
| Trachenbergweg                   | 3. Mai 1935   | 20. Juli 1960 | → Trachenbergring                   | Karl Friedrich Wilhelm von Trachenberg (1784–1809), preußischer Offizier, Mitglied der Schillschen Jäger |
| Verdistraße                      | 2. Jan. 1912  | 3. Mai 1918   | → Humperdinckstraße                 | Giuseppe Verdi (1813–1901), italienischer Komponist der Romantik |
| Viktoriastraße                   | vor 1878      | 20. Mai 1937  | → Leonorenstraße                    | Victoria von Großbritannien und Irland (1840–1901), Deutsche Kaiserin, Tochter der Queen Victoria |
| Wagemannstraße                   | 13. Juli 1934 | 31. Juli 1947 | → Belßstraße                        | wahrscheinlich benannt nach Gustav Wagemann (1885–1933), Jurist, Anhänger der NS-Bewegung |
| Zietemannstraße                  | vor 1894      | um 1894       | → Zietenstraße                      | Carl Zietemann, Grundbesitzer, verkaufte Land für die Rosenthalsche Siedlungsfläche von Rosenthal |

## Weitere Örtlichkeiten in Lankwitz

### Kleingartenanlagen
Die Wege der Kleingärten sind Privatwege, die als Privatstraßen nicht öffentlich gewidmet sind und nur intern zur Orientierung innerhalb der Anlage genutzt werden. Die postalische Anschrift ist der Gesamtanlage vergeben. RBS ist das Regionale Bezugssystem Berlins bei dem auch Anlagen ein eindeutiger Straßenschlüssel gegeben wird.
| Kleingartenanlage     | Adresse                               | Fläche m²     | Anzahl Parzellen | Eigentumsform                          | Anmerkungen |
| --------------------- | ------------------------------------- | ------------- | ---------------- | -------------------------------------- | --- |
| Alt-Lankwitz          | Kamenzer Damm 68–74 (Lage)            | 15.534        | 050              | landeseigen                            | RBS: 06114 |
| Bellingstraße         | Bellingstraße/Gallwitzallee (Lage)    | 16.779        | 063              | privat                                 | BLW Unterbezirk Lichterfelde-Ost Gruppe Bellingstraße (RBS: 09520) |
| Charlottenstraße      | Charlottenstraße 35/Hinterland (Lage) | 04.055        | 014              | privat                                 | BLW Unterbezirk Lichterfelde-Ost Gruppe Charlottenstraße (RBS: 06238) |
| Dorfaue               | Kaiser-Wilhelm-Straße 123–127 (Lage)  | 10.600        | 035              | Bahneigentum                           | Die KGA ist im Flächennutzungsplan als „Grünfläche-Kleingärten“ eingetragen und im Kleingartenentwicklungsplan als hoch gesichert vermerkt. Teil der Kleingartenvereinsgruppe Berlin – Steglitz – Ost e. V. |
| Einigkeit             | Edenkobener Weg 69 (Lage)             | 08.906 03.165 | 025 09           | landeseigen Bahneigentum               | Teil der Kleingartenvereinsgruppe Berlin – Steglitz – Ost e. V. |
| Lankwitzer Straße     | Kamenzer Damm/Trachenbergring (Lage)  | 10.410        | 024              | Bahneigentum                           | |
| Karl-Lange-Brücke Süd | Edenkobener Weg 78 (Lage)             | 07.200        | 025              | landeseigen                            | RBS: 06482, Teil der Kleingartenvereinsgruppe Berlin – Steglitz – Ost e. V. |
| Königsgraben          | Tautenburger Straße 47–49 (Lage)      | 24.504        | 075              | landeseigen                            | RBS: 16208 |
| Lankwitz-Hafen        | Wunsiedler Weg 1a (Lage)              | 11.530        | 033              | Bahnlandwirtschaft                     | BLW – UB Steglitz Gruppe Lankwitz Hafen, RBS: 16210 |
| Lankwitz-Stamm III    | Dessauer Straße 27d (Lage)            | 21.986        | 066              | landeseigen                            | RBS: 16215 |
| Lankwitz-Tierheim     | Goldaper Straße 10 (Lage)             | 18.896        | 061              | landeseigen                            | RBS: 06768 |
| Lankwitz-Zieten       | Geraer Straße 97 (Lage)               | 65.745        | 219              | landeseigen                            | RBS: 16216 |
| Leonorenstraße        | Edenkobener Weg (Lage)                | 14.427        | 042              | Bahnlandwirtschaft                     | BLW – UB Steglitz Gruppe Leonorenstraße, RBS: 06410 |
| Scharzhofberger Platz | Kaiser-Wilhelm-Straße 106b (Lage)     | 05.720        | 020              | landeseigen                            | RBS: 09151 |
| Seydlitzstraße        | Seydlitzstraße (Lage)                 | 01.420        | 004              | landeseigen                            | |
| Waltershauser Straße  | Malteser Straße 91 (Lage)             | 05.133        | 014              | landeseigen                            | RBS: 06801 |
| Weinviertel           | Edenkobener Weg 1–31 (Lage)           | 33.318        | 106              | mehrheitlich privat KGA Weinviertel eG | RBS: 06815, kleinerer Teil Bahneigentum (18 Parzellen, 5.746 m²) in der Kleingartenvereinsgruppe Berlin – Steglitz – Ost e. V.                                                                              |

### Parks und Grünflächen
- Gemeindepark Lankwitz (Lage)
- Lutherkirchhof (Lage)
- Kreuzkirchhof (Lage)
- Dreifaltigkeits-Friedhof (Lage)
- Friedhof Lankwitz (Lage)

### Gewerbeflächen und Sportanlagen
- Hafen Lankwitz am Teltowkanal, Ölhafen (Lage)
- FU-Campus Lankwitz (Hochschulgelände der FU und UdK) (Lage)
- Gewerbegebiet
  - An der Nicolaistraße (Lage)
  - An der Teltowkanalstraße zu Lichterfelde hin (Lage)
  - Haynauer Straße (Lage)
- Sportanlagen
  - Preußensportpark (Lage)
  - Kiriat-Bialik-Sportanlage (Lage)
  - Sportanlage Leonorenstraße mit Stadtbad und Eisstadion (Lage)
- Bahnhof Berlin-Lankwitz an der Anhalter Vorortbahn (Lage). Die Strecke der Dresdener Bahn grenzt an Lankwitz, gehört aber zu Mariendorf.